# Імператорський університет Святого Володимира
Імператорський університет Святого Володимира — колишній університет, який діяв у Києві, Російська імперія. Заснований 8 (20) листопада 1833 року указом імператора Миколи I. Імператор затвердив тимчасовий статут і штатний розпис університету. Підставою для імператорського указу стало подання міністра народної освіти С. С. Уварова про заснування Імператорського університету Св. Володимира на базі закритих після Польського повстання 1830—1831 років Віленського університету та Кременецького ліцею, перенесеного в Київ. Університет Св. Володимира був другим університетом на території підросійської України після Харківського університету, відкритого 1804 року (і шостим університетом у Російській імперії).

## Історія
15 (27) липня 1834 року, в день пам'яті святого рівноапостольного князя Володимира, відбулось урочисте відкриття університету. 18 (30) жовтня 1834 року на посаду першого ректора університету наказом імператора Миколи I затверджено професора Михайла Максимовича.

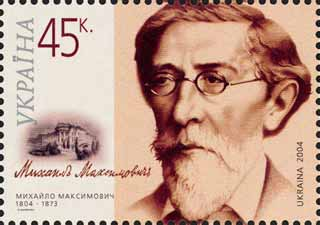
Михайло Максимович, перший Ректор Університету

Першого навчального року (1834—1835) в університеті працював лише філософський факультет з двома відділеннями: історико-філологічним і фізико-математичним. На перший курс зараховано 62 студенти і 28 серпня 1834 року в університеті розпочалися заняття. Обряд «посвячення в студенти», на відміну від інших російських університетів, проведено за старовинними лицарським правилами і ним керував фельдмаршал, який придушив польське повстання, князь Ф. В. Остен–Сакен. За задумом організаторів, ця посвята виглядала як символічне передання наступності між старим і новим поколінням.

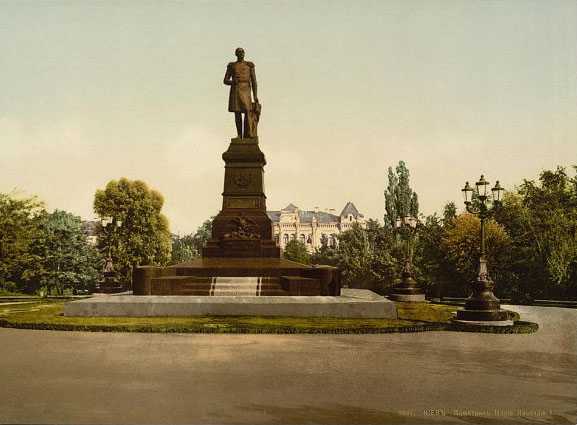
Пам'ятник засновнику університету імператору Миколі I

Під керівництвом професора архітектури В. І. Беретті на тодішній околиці Києва протягом 1838—1842 років зведено величезний університетський корпус у стилі класицизму.
Головна будівля університету являла собою замкнений корпус (з довжиною фасаду 145 м) із внутрішнім двором. Через деякий час вона була розфарбована у кольори нагородної стрічки ордена Святого Володимира — червоний і чорний (червоні стіни, чорні основи й капітелі колон). Девіз цього ж ордена «Utilitas, Honor et Gloria» («Користь, честь і слава» в перекладі з латині) також став девізом університету. 1842 року університет переїхав у нову будівлю, де містився до 1917 року.
Університет спочатку засновано в складі 2-х факультетів: філософського (пізніше розділеного на історико-філологічний і фізико-математичний) та юридичного. Першого року відкрито тільки філософський факультет. Склад викладачів на початку був змішаний: з Кременця переведено професорів-поляків, до них приєднались професори росіяни і німці. 1838 року польський рух призвів до тимчасового закриття університету і звільнення або переведення професорів і студентів польського походження. Число слухачів дуже скоротилася; половина кафедр спорожніла і була заміщена потім росіянами або німцями. 1841 року, замість скасованої Віленської медико-хірургічної академії, в Київському університеті відкрито медичний факультет.
Для заміщення порожніх кафедр відрядили за кордон молодих людей і запросили викладачів педагогічного інституту та інших університетів. В університеті розпочалася було нове життя, але круто обірвалося під впливом суворих заходів 1848 року. Кафедри знову спорожніли, число студентів обмежили. Згідно з Найвищим повелінням від 26 січня 1850 року в університет наказано приймати всього 300 «своєкоштних», тобто тих, що навчалися власним коштом, студентів (виняток зроблено лише для медичного факультету). При цьому перевагу мали кандидати, які, згідно с. 3. III тому Постанови про службу цивільну, мали право на вступ у цивільну службу. Але й у тяжкий час 1848-56 років університет збагатився новими установами: побудовано анатомічний театр і метеорологічну обсерваторію, почали свою діяльність комісії для опису губерній Київського навчального округу і для розбору давніх актів. Від кінця 1850-х років почалося пожвавлення і в Київському університеті. На процеси зростання особливо вплинуло запровадження Статуту 1863. Попередня епоха залишила університет у занепаді, так на юридичному факультеті було тільки 3 професори, дещо кращим був стан справу на інших факультетах. У звіті за 1862—1863 року чути скарги на те, що багато кафедр залишаються незаміщеними; професори, через брак матеріальних засобів, змушені займатися сторонніми заняттями; непідготовленість слухачів змушує перетворювати лекції на гімназичні уроки, навчальні посібники мізерні тощо. За статутом 1863 року в Київському університеті мало бути 58 професорів і 31 доцент, а налічувалося лише 35 професорів і 5 ад'юнктів, до того ж 12 професорів не мали докторського ступеня. Для заміщення кафедр університет створив інститут стипендіатів (1864), прийнятий потім міністерством народної освіти і для інших університетів. Насилу вдалося замістити в перше п'ятиріччя після введення статуту більшість кафедр на фізико-математичному та медичному факультетах; гіршим був стан історико-філологічного факультету, де, наприклад, кафедра російської історії залишалася порожньою протягом 8 років. У науковому плані найпродуктивнішим був перший період, до 1848 року, відзначений працями Максимовича, Даниловича, Іванішева, Неволіна, Кесслера, Міддендорфа та інших; потім наукова продуктивність професорів дуже знизилася і пожвавилася лише у 1860-х роках. Відтоді (1861) починають видаватися «Університетські вісті» і при них «Збірник творів студентів»; відкривається низка наукових товариств, поповнюються бібліотеки та колекції, які доти залишалися майже в такому ж вигляді, в якому їх перевезено з Кременця і Вільно, засновуються нові кабінети і лабораторії, зводяться будівлі хімічної лабораторії (1873) і клінік (1885).
1884 року університет святкував 50-річний ювілей; супутні студентські хвилювання стали приводом до закриття університету на півроку. Після відкриття знову університету введено новий Статут 1884. На 1 січня 1884 року професорів було 48, 19 доцентів, приват-доцентів 8, прозекторів 2, астроном-спостерігач 1, лекторів 3. На 1 січня 1894 року було: професорів 69, приват-доцентів 32, прозекторів 6 і помічників 8, лекторів 2, астроном-спостерігач 1, лаборантів, консерваторів, ординаторів тощо 51. Число слухачів в університеті дуже коливалося, але загалом постійно зростало: університет відкрився при 62 студентах, 1838 року було 267 студентів, після закриття університету 1838 року — 125, на 1860 рік — 1049; 1863 року, внаслідок польського повстання, більшість студентів-поляків залишила університет і число студентів впало до 476; 1871 року— 940, 1876 року — 613, 1884 року — 1709, 1894 року — 2327. Найбагатолюдніші юридичний і медичний факультети. 1859 року медиків було 540, втричі більше, ніж юристів; від 1860-х роках число юристів швидко зростає, а число медиків падає; 1864 року юристів удвічі більше, ніж медиків; 1870 року їх майже порівну, потім, 1881 року, число медиків перевищує юристів майже в 5 разів (785 і 175). Наплив медиків у цей час був таким великим, що довелося встановити комплект на 1 курс. Попри це, на 1894 рік медиків було 1014. Швидко зросла в останні роки і кількість юристів (1894 року — 932). Число філологів до запровадження Статуту 1884 становило близько 1/9 всіх студентів (1883 року — 162), потім швидко почало падати, і 1894 року їх було тільки 69. На фізико-математичному факультеті до 1868 року навчалась 1/4 від загального числа студентів, 1882 року це число зменшилося до 1/8, а 1894 року їх було 312 чоловік, тобто близько 1/7, причому природничників у півтора рази більше, ніж математиків, тоді як раніше математики переважали. Спочатку більшість студентів були дітьми дворян (88 %); 1883 року дворяни становили вже лише 50 %. Для нагляду за студентами 1833 року засновано посаду інспектора, підпорядкованого ректору; згодом інспектора переведено в безпосередню залежність від піклувальника. 1837 року нагляд за студентами посилено; для бідних, а також для неблагонадійних своєкоштних студентів відкрито особливий гуртожиток, який отримав серед студентів назву «штрафгауза»; його закрито 1860 року, казеннокоштних студентів скасовано ще 1858 року (казеннокоштних студентів, за статутом 1842 року, було 150, а в «штрафгаузі» жило 40-60 студентів). Надалі казенне утримання замінено стипендіями, яких 1893 року було 101. Для допомоги бідним студентам при університеті існувало піклування про малозабезпечених студентів (від 1869) і товариство допомоги нужденним студентам (від 1881), які видавали щороку близько 20 тис. рублів допомоги.
В кінці XIX на початку XX століття при Київському університеті були: бібліотека зі студентським відділом (понад півмільйона томів) і центральним архівом давніх актів, 2 обсерваторії — метеорологічна і астрономічна, 4 факультетські клініки, 3 госпітальних та 3 при міській Олександрівській лікарні, анатомічний театр, патологоанатомічний інститут, ботанічний сад, 9 лабораторій і 22 кабінети. Університет видавав щомісячний журнал: «Університетські вісті». При університеті діяло 5 наукових товариств (історичне Нестора-літописця, натуралістів, юридичне, фізико-математичне та акушерсько-гінекологічне).
1900 року студенти виступили на знак протесту проти виключення з університету учасників студентського мітингу, внаслідок якого 183 студентів віддали в солдати.
У листопаді 1910 року в Києві відбулися бурхливі робітничо-студентські демонстрації, пов'язані зі смертю Льва Толстого. Серед 107 заарештованих демонстрантів — близько сотні студентів. У лютому 1911 року знову відбувся всеросійський студентський страйк.
Напередодні Жовтневого перевороту 1917 року в Київському університеті навчалися близько 5300 студентів.
1918 року університет закрили і знову він відкрився лише 29 березня 1919 року.

## Ректори Київського університету Святого Володимира
- Цих Володимир Францович (1833 в.о. Ректора)
- Максимович Михайло Олександрович (1834—1835)
- Цих Володимир Францович (1836—1837)
- Неволін Костянтин Олексійович (1837—1843)
- Федоров Василь Федорович (1843—1847)
- Траутфеттер Рудольф Ернестович (1847—1859)
- Бунге Микола Християнович (1859—1862)
- Іванишев Микола Дмитрович (1862—1865)
- Мітюков Каллиник Андрійович (1865)[2]
- Матвєєв Олександр Павлович (1865—1871)
- Бунге Микола Християнович (1871—1875)
- Матвєєв Олександр Павлович (1875—1878)
- Бунге Микола Християнович (1878—1880)
- Феофілактов Костянтин Матвійович (1880—1881)
- Рахманінов Іван Іванович (1881—1883)
- Ренненкампф Микола Карлович (1883—1887)
- Фортинський Федір Якович (1890—1902)
- Бобрецький Микола Васильович (1903—1905)
- Цитович Микола Мартініанович (1905—1917)
- Де-Метц Георгій Георгійович (1917)

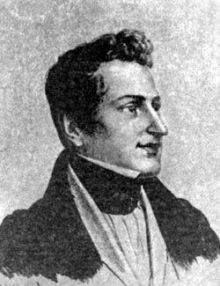
Володимир Францович Цих
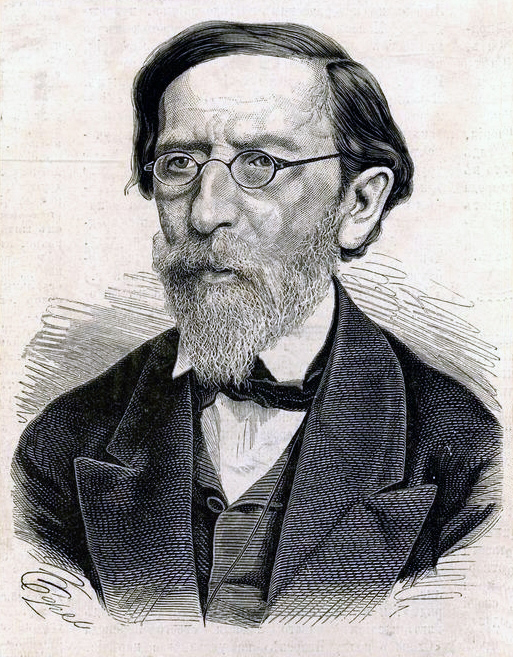
Михайло Олександрович Максимович
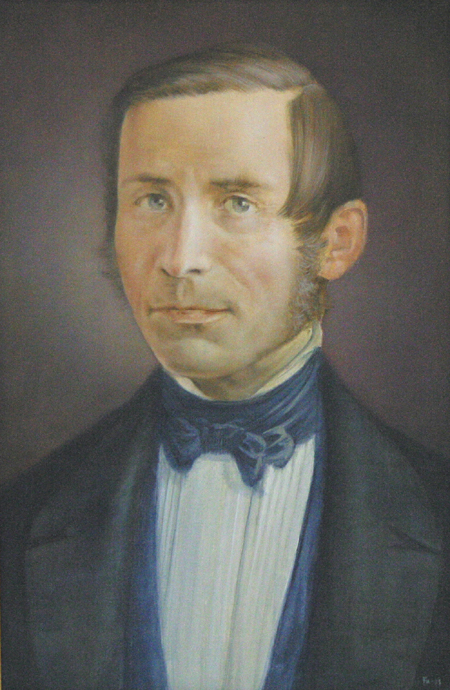
Костянтин Олексійович Неволін
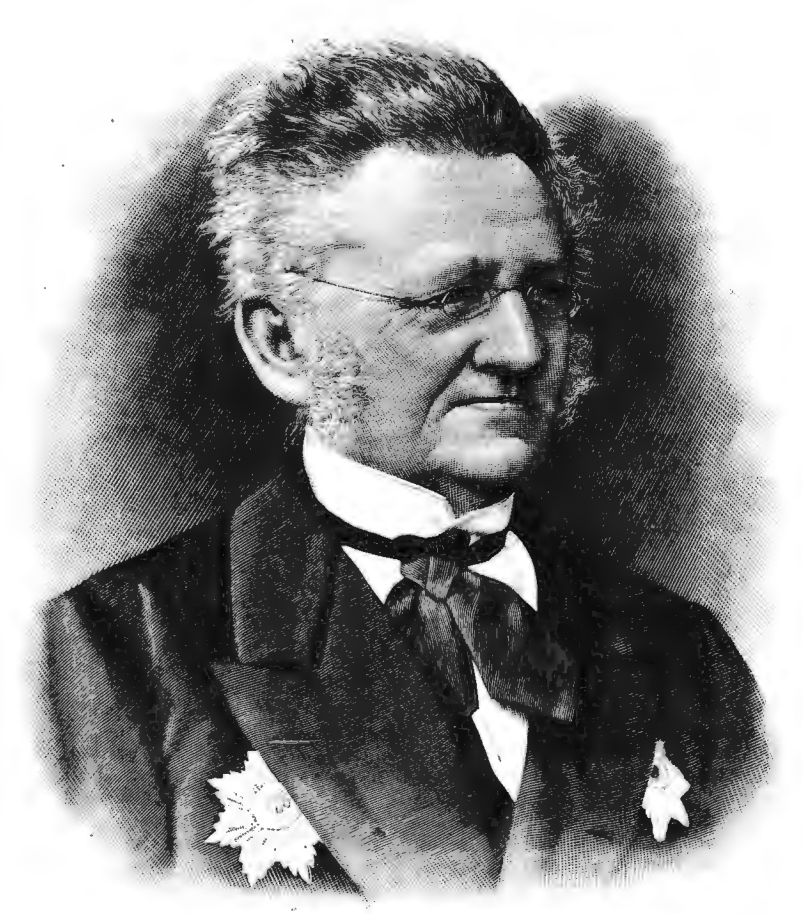
Рудольф Ернестович Траутфеттер
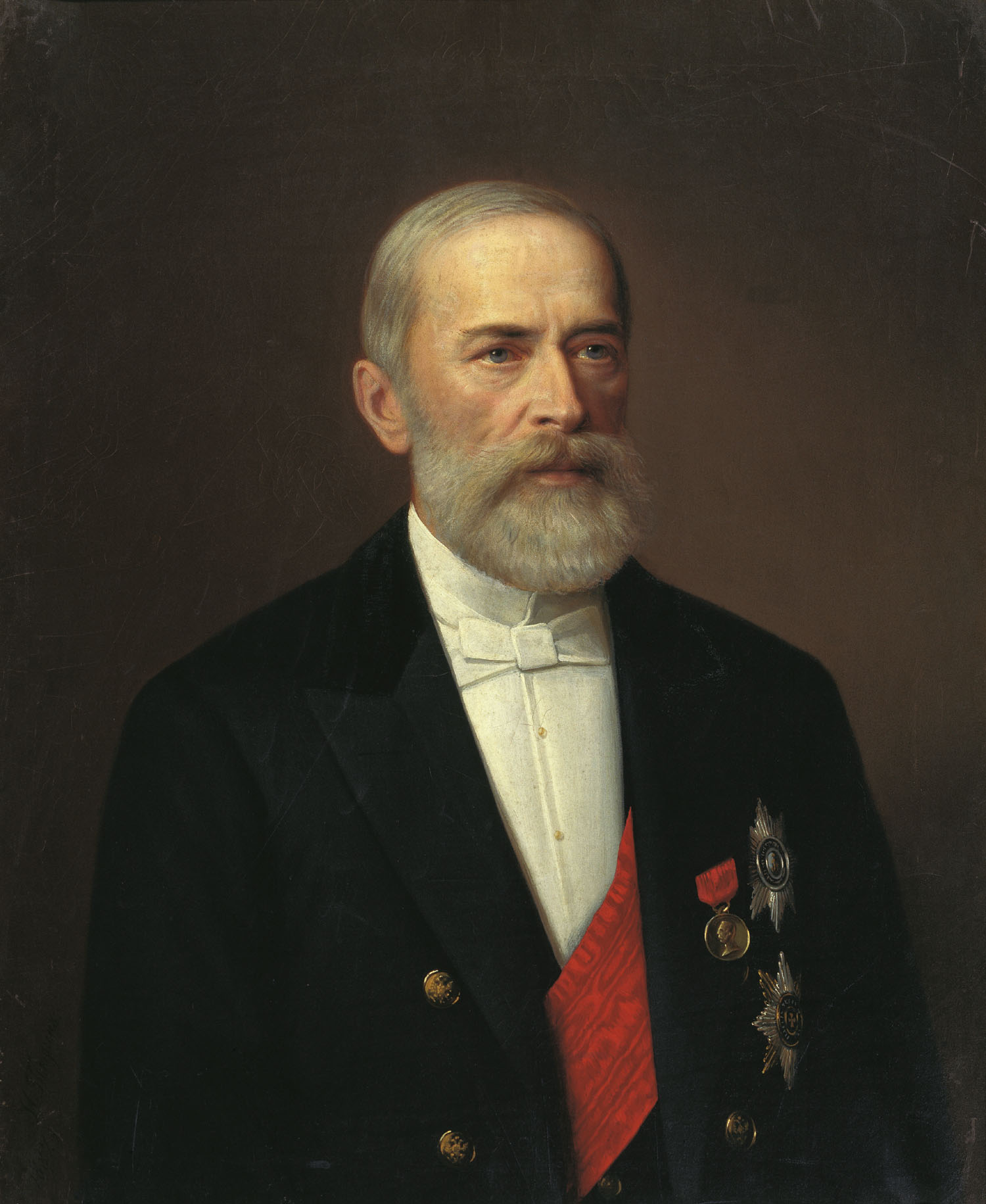
Микола Християнович Бунге
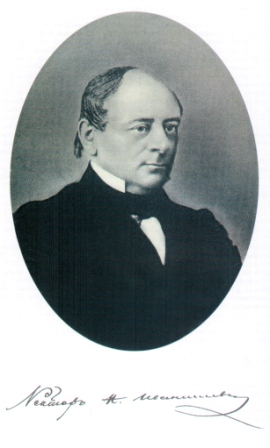
Микола Дмитрович Іванішев
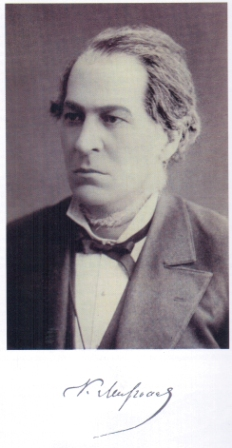
Каллиник Андрійович Мітюков
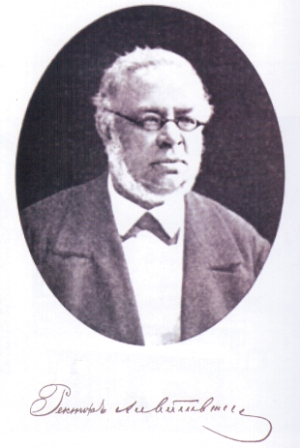
Олександр Павлович Матвєєв
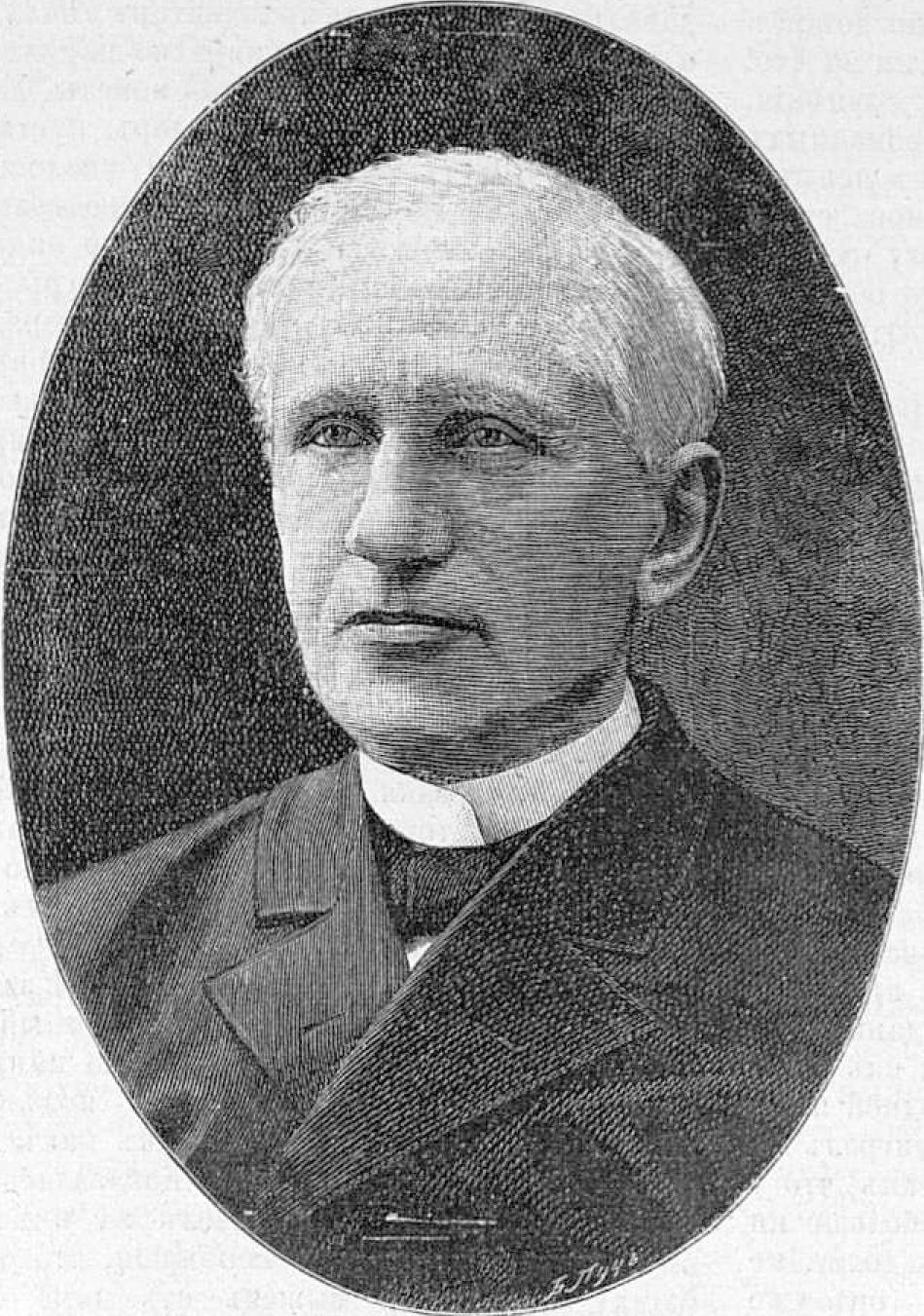
Костянтин Матвійович Феофілактов
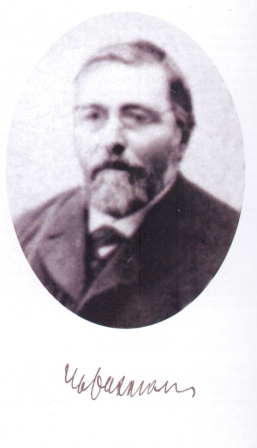
Іван Іванович Рахманінов
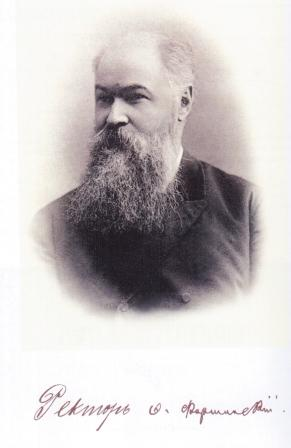
Федір Якович Фортинський
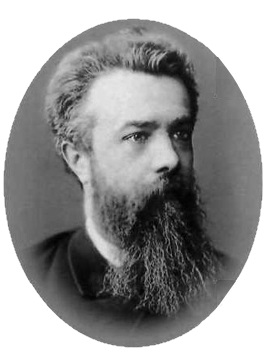
Микола Васильович Бобрецький
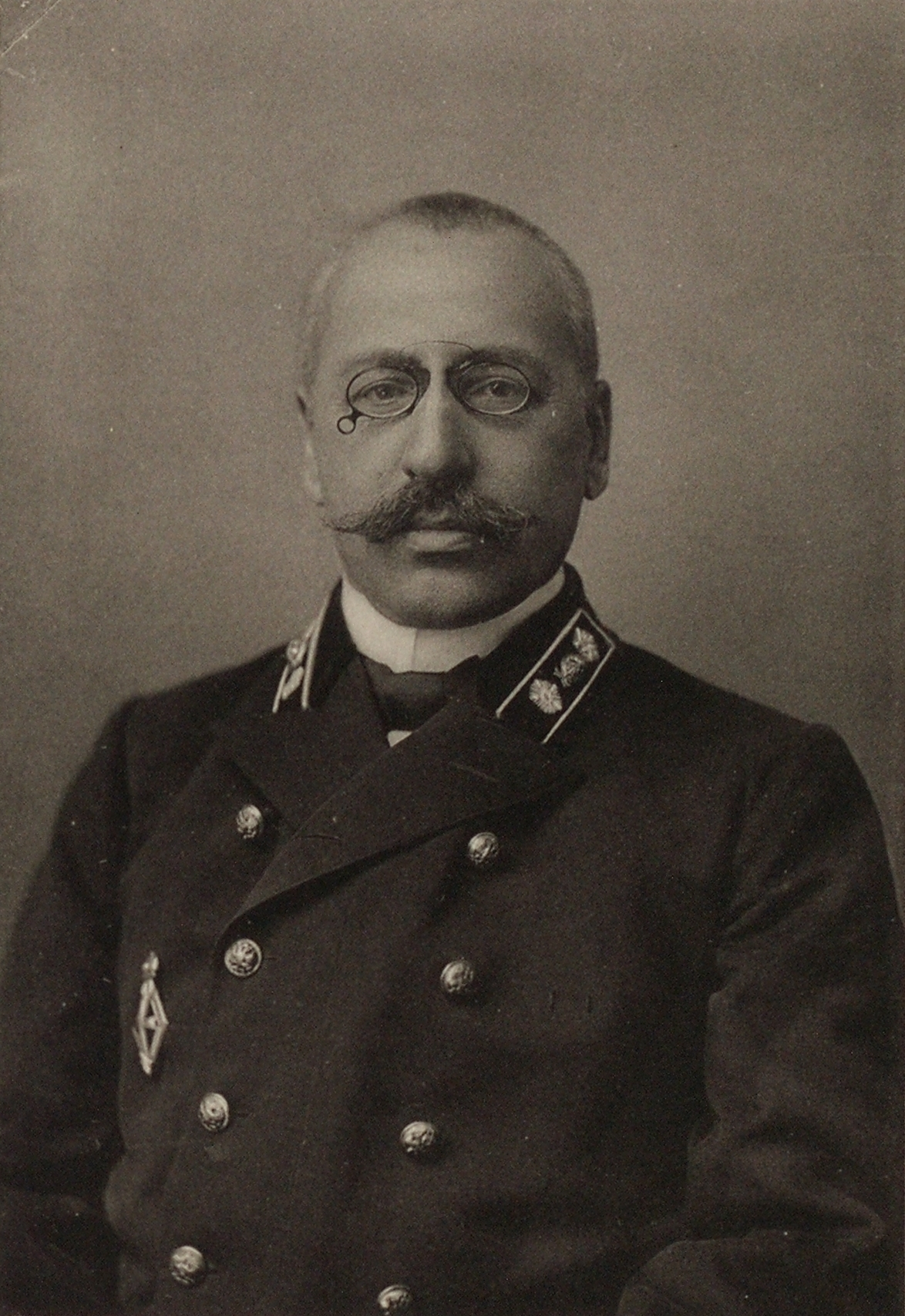
Микола Мартініанович Цитович
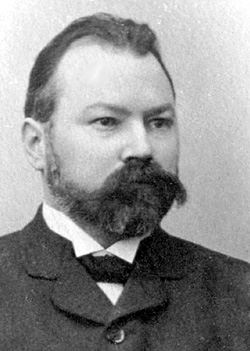
Георгій Георгійович Де-Метц